# Palazzo Municipale (Ferrara)
Il Palazzo Municipale di Ferrara si trova in Piazza del Municipio 2. Fu residenza ducale degli Este fino alla seconda metà del XV secolo, quando la corte si trasferì al vicino Castello Estense. È sede del comune di Ferrara.

## Descrizione
Il nucleo originario dell'edificio fu iniziato nel 1245 lungo la via Cortevecchia e assunse le dimensioni definitive fra il 1472 e il 1481. 
L'accesso principale, posto davanti alla cattedrale di San Giorgio chiamato Volto del Cavallo, è fiancheggiato dalla statua equestre del marchese Niccolò III e da quella del duca Borso d'Este seduto sul faldistorio con in mano lo scettro nell'atto di amministrare la giustizia. Dopo il bando del 1443, il 2 giugno 1451 la statua equestre di Nicolò III fu issata su una singolare tipologia di sostegno ispirato agli archi trionfali romani o secondo un'altra ipotesi ai piedistalli a forma di colonna che richiamerebbero modelli imperiali romani presenti a Costantinopoli. La costruzione del monumento fu affidata agli scultori fiorentini Antonio di Cristoforo (la figura del marchese), Nicolò Baroncelli (il cavallo), esecutore della fusione sia dell'animale che della statua e Meo di Checco, meglio noto come Bartolomeo di Francesco, aiutato da Lazzaro di Padova e Baccio de Netti da Firenze per la trasposizione in marmo della base progettata da Leon Battista Alberti, al quale il marchese Leonello d'Este si rivolse per la consulenza ed il giudizio riguardante i progetti.
La statua di Borso, terminata nel 1453 sempre da Baroncelli, divenuto intanto Niccolò del Cavallo, a causa della morte dell'autore fu perfezionata dal figlio Giovanni e dal cognato Domenico di Paris nella bottega di famiglia e compiuta con l'aggiunta di quattro genietti reggiscudo nel 1456, eseguiti da Domenico, con stemmi estensi e del Comune posti agli angoli della base. Inaugurata il 19 dicembre 1454, fu dapprima posta dinnanzi alla residenza del Podestà (alla destra dell'allora Palazzo della Ragione) e un anno dopo la morte di Borso, nel 1472 fu trasferita accanto a quella del padre, dove rimasero sino alla distruzione avvenuta nell'ottobre 1796 per ottenere bronzo per i cannoni.
Eventi sismici e occupazioni militari portarono a notevoli cambiamenti nel corso dei secoli.
Fra il 1924-1928 la facciata posta davanti alla cattedrale di San Giorgio fu rifatta in stile neo-medievale mentre la restante parte lungo l'attuale Corso Martiri della Libertà era già stata rimaneggiata nel 1738.
La facciata di fronte al Duomo e la Torre della Vittoria, al posto della quale, sino al terremoto del 1570 sorgeva un tempo la Torre di Rigobello, poi crollata, furono progettate dall'ingegnere Carlo Savonuzzi, incaricato di completare i lavori di rifacimento del prospetto principale del Palazzo Comunale iniziati da Venceslao Borzani nel 1923 e terminati nel 1928.
Grande parte in questa ricostruzione ricoprì l'amministrazione cittadina, rappresentata dal podestà Renzo Ravenna, a sua volta sostenuto da Italo Balbo. Un episodio da ricordare riguarda il riposizionamento sulle antiche colonne ai lati del Volto del Cavallo di copie delle statue in bronzo di Borso d'Este in trono e di Niccolò III d'Este a cavallo, distrutte nel 1796 durante l'occupazione francese, che la Direzione generale antichità e belle arti osteggiava. Il podestà, Nello Quilici sulle pagine del Corriere Padano e l'intera cittadinanza protestarono sino a quando ottennero l'autorizzazione ministeriale. 
Le statue osservabili attualmente sono copie bronzee, eseguite nel 1927 dallo scultore Giacomo Zilocchi, ispirate da alcuni schizzi raccolti dall'erudito Patrizio Antolini nonché basandosi su altre statue, affreschi, medaglie e costumi teatrali.
Zilocchi era l'artista moderno che più riscontrava i gusti estetici e morali di Giuseppe Agnelli, allora direttore della Biblioteca comunale Ariostea. Tra i due intercorse un fitto epistolario tra il 1924 ed il 1930 soprattutto riguardante l'esecuzione delle due statue, fortemente volute anche da Agnelli e pagate dall'ing. Giuseppe Maciga.
Per quanto riguarda la decorazione parietale, autore del rifacimento fu Giulio Medini, diversamente da quanto creduto fino a qualche tempo fa in cui si indicava come esser stata eseguita da Adolfo Pagliarini. Nel 1927 Medini ricevette la committenza per eseguire la ricostruzione decorativa, potendo lavorare sulle labili tracce di frammenti di affreschi originari ritrovati durante i lavori di restauro. Tali tracce furono ricopiate fornendo al decoratore una traccia pressoché precisa. Negli infradossi del Volto del Cavallo, eseguì gli ornati raffiguranti stemmi estensi (riferibili a Niccolò e Borso) ed elementi fitomorfici: fiori rossi suddivisi in gruppi da tre in cui uno sovrastava gli altri, ricordano quelli presenti nella loggia superiore di Casa Romei (attribuiti a Desiderato da Lendinara), ai quali probabilmente Medini fece riferimento ricavandone una diretta ispirazione. Nel 1927 decorò anche l'ingresso della vicina Torre della Vittoria.
Interessante, sul lato nord dell'edificio è la cosiddetta via Coperta, un camminamento protetto e su cinque arcate che collega il palazzo con il Castello Estense. Vicino all'accesso a questa via Alfonso I d'Este ricavò i noti Camerini d'alabastro.

## Cortile ducale

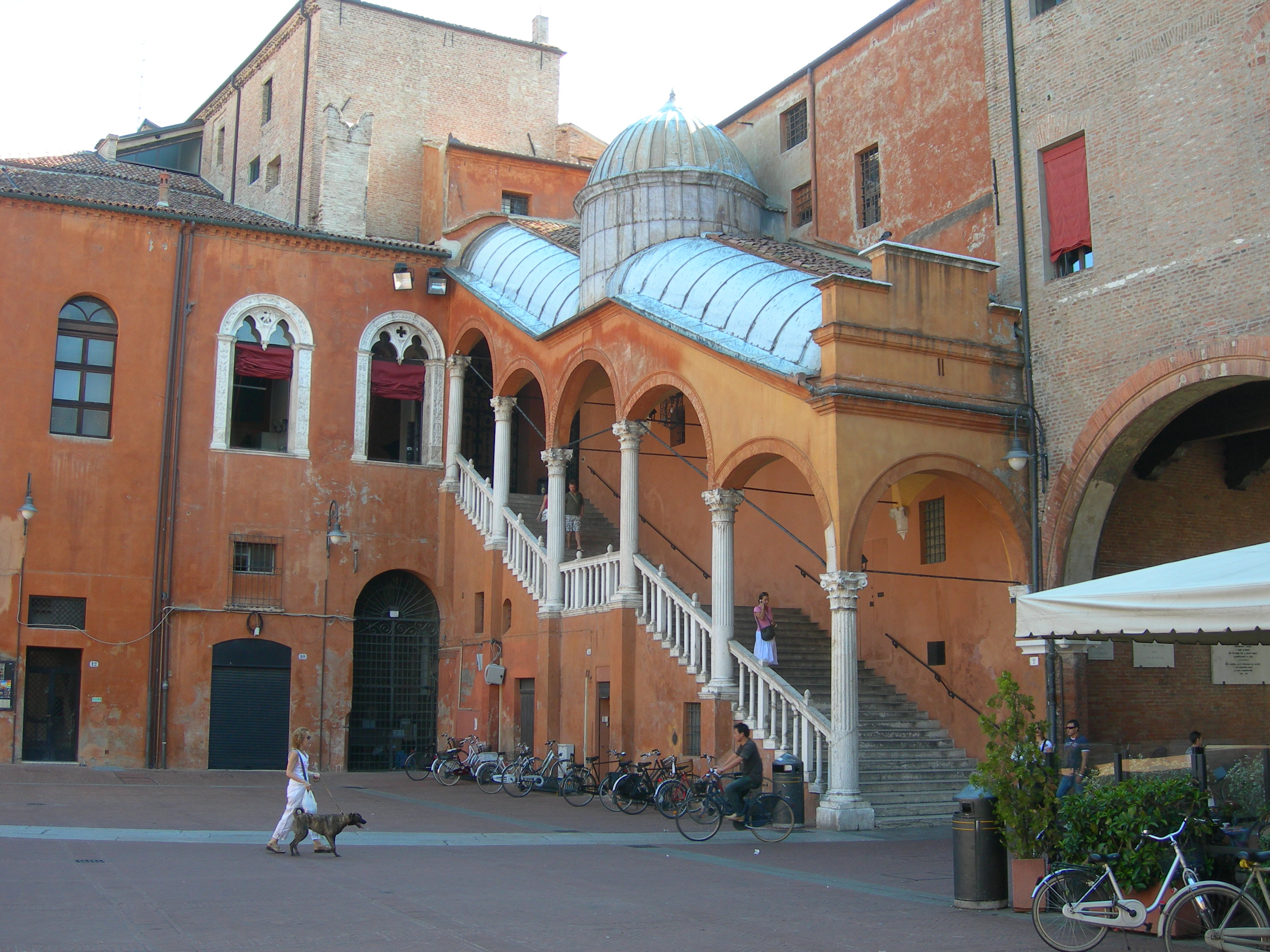
Lo Scalone d'Onore

Attraverso il Volto del Cavallo si accede nel Cortile ducale (ora Piazza del Municipio) dove si possono vedere le finestre in marmo degli appartamenti estensi, lo scalone d'onore (1481) realizzato su progetto di Pietro Benvenuto degli Ordini e la ex Cappella di Corte, ora Sala Estense utilizzata prevalentemente per conferenze e spettacoli.
Nel 1638 nell'allora Palazzo Ducale vi fu la prima rappresentazione assoluta dell'opera Andromeda di Michelangelo Rossi.

## Interni

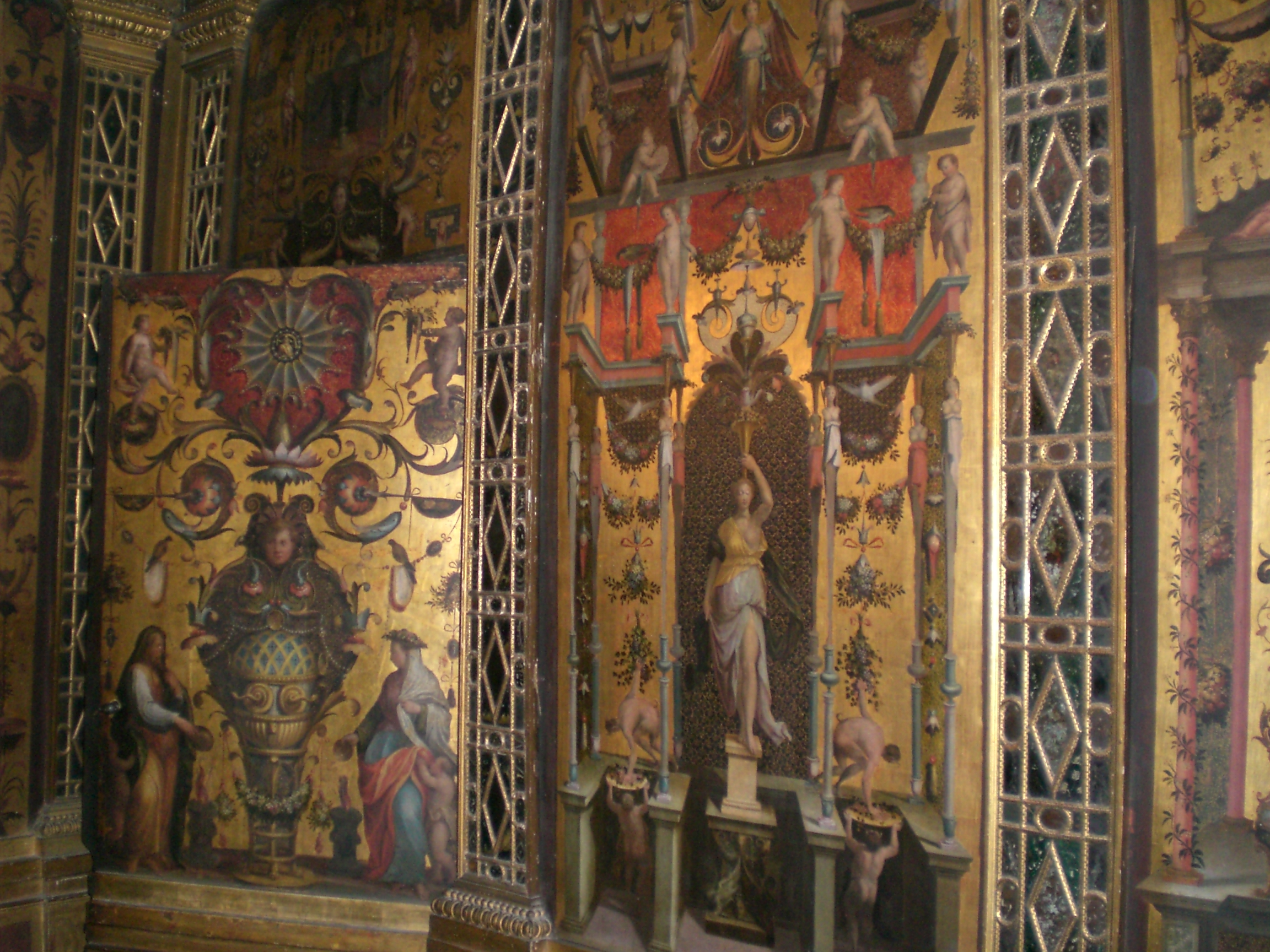
Stanzino delle Duchesse: Particolare delle decorazioni

L'interno presenta numerosi ambienti di prestigio. Le principali sale sono:
- Sala dell'Arengo (già sala della Consulta), decorata dagli affreschi di Achille Funi (con la partecipazione di Felicita Frai[9]) tra il 1934 ed il 1938 raffiguranti il mito di Ferrara.
- Stanza Dorata, caratterizzata da un soffitto ligneo a cassettoni con rose dorate del XV secolo. L'ambiente non è visitabile perché in corso di restauro.
- Sala delle Lapidi, così chiamata per le lapidi presenti dedicate ai caduti per la patria.
- Sala di Giunta (o Sala Tonda), caratterizzata dal soffitto decorato nel XIX secolo e da alcune tele ottocentesche poste sulle pareti.
- Sala degli Arazzi (o Sala dei Matrimoni), in cui risaltano due arazzi fiamminghi: il Pergolato con giardino (1620-1630) realizzato da Jan Raes e Giuditta e Oloferne (1600-1635).
- Salone del Plebiscito, che prende nome dal referendum ivi avvenuto nel 1860 per decidere l'annessione dell'Emilia al Regno d'Italia.
- Camerino delle Duchesse, piccolo ambiente coperto da pannelli in legno completamente decorati fra il 1555 e il 1560 attribuiti a Cesare, Camillo e Sebastiano Filippi (detto il Bastianino) e ideato probabilmente per Eleonora e Lucrezia d'Este sorelle di Alfonso II.[10] Alcuni interventi di restauro e rifacimenti rendono parziale la lettura iconografia dei pannelli nel loro insieme. Le figure conservate riguardano divinità e allegorie quali: Minerva, l'Abbondanza, Apollo e l'Aurora.[11]